# Sad to say
「sad to say」（サッド・トゥ・セイ）は、日本のR&BシンガーソングライターJASMINEの楽曲である。彼女のデビューシングルとして2009年6月24日に発売された。表題曲『Sad to say』他、カップリング全てJASMINEが作詞・作曲を行い、Jeff Miyaharaがプロデュースしている。音楽的にはラブソングと指摘されている。
本作は批評家から肯定的評価をされた。また、大衆的にも成功を収めた。RIAJ有料音楽配信チャートでは、史上初のCDデビュー前の初登場1位を獲得。CDが発売されるとオリコンチャートで初登場及び最高10位を記録した。

## 概説
「sad to say」を本人は『失恋ソング』ともとれると発言している。歌詞には「クソくらえ」「ちくしょー」など過激な表現もみられる。

## 批評
『WHAT's IN?』の川崎直子は『Sad to say』を「バラード・タイプ」とし、「歌がうまいだけでなく、ちゃんと歌に感情が乗っていて、特に高音の切ない響きが耳に残る。ラジオで人気があるのも納得だ。別れた恋人への未練、やるせない想いを、カッコつけずに描いた詞には、思春期の乙女ならではの感受性やリアリティが感じられる」と評価した。元メガデスのギタリストマーティ・フリードマンはサウンド的にJUJUやSpontaniaとの共通点が多く、特に同じサビを何度も繰り返して聴く人の耳をトランス状態に引き込んでいく構成が非常によく似ているとコメントした。『Sad to say』は最初から最後まで同じコード進行を繰り返しているため、余計にトランス状態が生まれやすいはずだと評価した。『hotexpress』の平賀哲雄は、「別れた誰かへの恋慕をだらだらと歌い綴るラブソングは吐いて捨てるほどに存在するが、切なさだけでは語れない、怒りや憎しみもしっかりと共存した『sad to say』のようなラブソングは珍しい」と批評し、「一度聴いたら頭から離れない音と旋律が今作にはある。愛されない訳がない。」とコメントした。『CDジャーナル』は、「ブラック・ミュージックが基調で、メロディの上下が激しく、高音のヴォーカルと、これこそが2009年のJ-POPといったようなスタイル」と批評した。

## ミュージックビデオ
『Sad to say』の監督はタナカノリユキが担当している。
2014年、ベストアルバム『PURE LOVE BEST』の発売を記念して、「sad to say」のアニバーサリー・ミュージックビデオが制作された。このビデオにはJAY'ED、Minami（CREAM）、EMI MARIA、當山みれい、CIMBA、Zeebra、片桐舞子（MAY'S）、Staxx T（CREAM）、LEO、AISHA、TEEが友情出演している。監督は萩原健太郎が担当している。

## 収録曲
| 全作詞・作曲: JASMINE。 |                                        |         |            |              |      |
| #                       | タイトル                               | 作詞    | 作曲・編曲 | 編曲家       | 時間 |
| 1.                      | 「sad to say」                         | JASMINE | JASMINE    | 篤志         | 4:05 |
| 2.                      | 「i'm in luv wit u [1989 remix]」      | JASMINE | JASMINE    | RICKY        | 3:46 |
| 3.                      | 「恋」                                 | JASMINE | JASMINE    | 川崎里実     | 3:43 |
| 4.                      | 「i'm in luv wit u [laid back remix]」 | JASMINE | JASMINE    | 益田トッシュ | 4:29 |

## チャート
| チャート                            | 最高 順位 |
| ----------------------------------- | --------- |
| TBS CDTV                            | 9位       |
| レコチョク 着うたフル週間           | 1位       |
| レコチョク 着うた週間               | 3位       |
| USEN 総合チャート週間総合ランキング | 1位       |
| オリコン 週間ランキング             | 10位      |